# Eusebia di Bergamo
Sant'Eusebia di Bergamo è una santa venerata dalla chiesa cattolica, inserita nel Martirologio Romano da Cesare Baronio nel Cinquecento. Il suo culto, legato a quello dei santi Domno e Domneone, è legato e circoscritto unicamente al suo luogo di venerazione, la chiesa di Sant'Andrea a Bergamo.

## Venerazione
In realtà, questi tre santi, compresi i santi Domno e Domneone, non sono mai esistiti. Il loro culto è dovuto alla riscoperta, avvenuta la domenica del 24 luglio 1401, di tre corpi sotto l'altare maggiore accompagnati da un'iscrizione, che recitava: "Hic Requiescunt in pa b m Domnio cum nepotibus suis Eusebia et Domnon. Dep Domno avus XVI K augus Eusebia III K novemb Domnio non ian". L'iscrizione può essere così completata: "Hic Requiescunt in pa[ce] b[onae] m[emoriae] Domnio cum nepotibus suis Eusebia et Domnon[e]. Dep[ositus] Domno avus XVI K[alendas] augus[tas] Eusebia III K[alendas] novemb[res] Domnio non[is] ian[uariis]". L'errata lettura della sigla "b m", interpretata come beati martyres, è all'origine della supposta esistenza di questi tre santi, per i quali in seguito si arrivò a costruire una apposita passio.
Nel 1648, lo studioso Carlo Ridolfi, mentre commenta la Madonna in trono col Bambino tra i santi Eusebia, Andrea, Domno e Domneone, tela del Moretto conservata nella chiesa, si premura di precisare che i santi Domno e Domneone sono i patroni della famiglia Claudia, proprietaria di una cappella in Sant'Andrea, mentre ritiene sant'Eusebia, al pari di sant'Andrea, sufficientemente nota, tanto da non richiedere spiegazioni. È questo un dato importante per comprendere l'evoluzione del culto dei santi nel corso del tempo: in origine, come dimostra l'iscrizione trovata assieme ai corpi, Eusebia e Domnone (mutato in Domneone) erano nipoti di Domno. Col passare dei secoli, Domno e Domneone furono accostati in una coppia di santi, forse a causa dell'affinità del nome, mentre sant'Eusebia, probabilmente confusa con sante omonime, assunse un ruolo autonomo.

## Iconografia
Una delle poche rappresentazione esistente della santa si ha nella già citata pala del Moretto conservata nella chiesa di Sant'Andrea: i tre recano la palma del martirio e sono raffigurati assieme al santo titolare. Notare, anche in questo caso, che Domno e Domneone sono affiancati a destra, mentre sant'Eusebia è separata e accompagna sant'Andrea. Anche l'artista Enea Salmeggia aveva nel 1613 realizzato un ciclo raffigurante i tre santi, uno di questi San Domnneone è conservato nella pinacoteca dell'accademia Carrara, mentre San Domno e santa Eusebia sono conservati nella sagrestia del duomo di Bergamo. Di questo ciclo sono presenti ben quattro versioni tutte conservate nelle chiese di Bergamo.